# Charnett Moffett

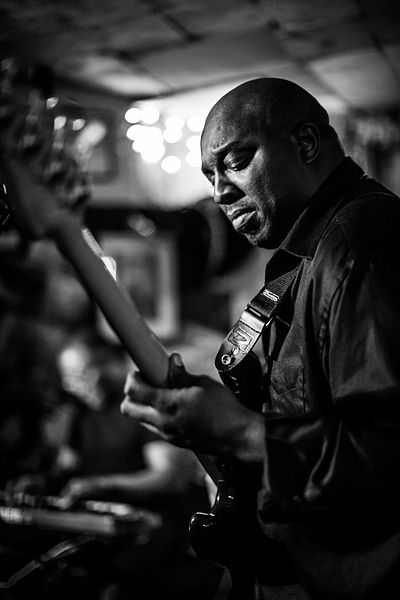
Charnett Moffett (2017)

Charnett Moffett (* 10. Juni 1967 in New York City; † 11. April 2022 in Stanford, Kalifornien) war ein US-amerikanischer Jazz-Bassist.

## Leben und Wirken
Moffett war ein Sohn von Charles Moffett, der als Mitglied des Ornette Coleman Trios und Leiter der Moffett Family Band bekannt wurde. 1974 wirkte er erstmals an einer Aufnahme der Moffett Family Band mit und nahm im Folgejahr an einer Japantournee teil. Er besuchte die Fiorello H. La Guardia High School for the Music and Arts in New York City, das Mannes College of Music und schließlich die Juilliard School of Music; die Ausbildung dort brach er aber mit 16 Jahren ab, um häufiger aufzutreten. 
Mit Keshavan Maslaks Loved by Millions trat er 1982 auf dem Moers Festival auf. 1983 wurde er Mitglied des Wynton Marsalis Quintett und später der Gruppe Black Codes (From the Underground). In der Zeit arbeitete er außerdem mit Stanley Jordan, dem Manhattan Jazz Quintet und Tony Williams.
Bei Blue Note Records erschien 1987 Beauty Within mit seinem Vater Charles Moffett und seinem Bruder Codaryl Moffett als Schlagzeuger, Mondre Moffett als Trompeter, Kenny Garrett als Altsaxophonist und Stanley Jordan als Gitarrist, 1988 Net Man mit Michael Brecker, Al Foster, Kenny Drew Jr. und Stanley Jordan und 1989 Nettwork.
1993 spielte er Rhythm & Blood ein, eine Mischung aus Jazz und Pop, mit der er in Japan großen Erfolg hatte. 1994 erschien Planet Home und 1997 Still Life mit Rachel Z und Cindy Blackman. In der Aufnahme Acoustic Trio von 1997 präsentierte sich Moffett als innovativer Spieler auf dem akustischen Bass.
Außerdem entstanden in den 1990er Jahren Moffett & Sons mit seinem Vater Charles und unter Mitwirkung des Pianisten James Williams, der Saxophonisten David Sánchez, Joshua Redman und Bill Pierce und der Trompeter Wallace Roney und Philip Harper sowie unter dem Kollektivnamen General Music Project drei Alben mit Miles Davis, dem Altsaxophonisten Kenny Garrett, den Pianisten Geri Allen und Cyrus Chestnut und seinem Vater Charles.
2001 erschien Mr. J.P. – im Gedenken an Jaco Pastorius – mit Kenny Garrett, dem Pianisten Carlos McKinney und dem Schlagzeuger Louis Hayes, 2004 For the Love of Peace mit seinen Brüdern Codaryl „Cody“ und Mondre und dem Pianisten Scott Brown.
Nach The Art of Improv (2009) für Motéma Music debütierte Moffett dort 2013 mit seinem Soloalbum The Bridge – Solo Bass Works; auf den Titeln vom Gospelklassiker Joshua Fought the Battle of Jericho bis zu Adeles Hit Rolling in the Deep spielte er seine brillante Technik aus. Auch die nächsten Alben wie etwa Music from Our Soul (2017) erschienen bei Motéma, zuletzt im Quintett mit Scott Tixier, Brian Jackson, Jana Herzen und Schlagzeuger Mark Whitfield Jr. Bright New Day (2020) und im Duett mit Jana Herzen Round the World.

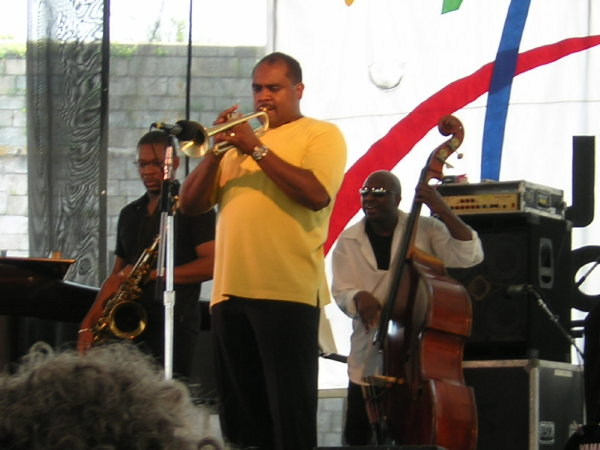
Moffett (rechts) mit Ravi Coltrane und Terell Stafford

Daneben war Moffett Mitglied von McCoy Tyners Band, an deren Album Land of the Giants (2003) er mitwirkte. Er arbeitete im Laufe der Zeit mit zahlreichen namhaften Künstlern wie Art Blakey, David Benoit, Anita Baker, Harry Connick Jr., Ornette Coleman, Kevin Eubanks, Dizzy Gillespie, Herbie Hancock, Joe Henderson, Stanley Jordan, Kenny Kirkland, Joachim Kühn, Frank Lowe, Branford Marsalis, Wynton Marsalis, Ellis Marsalis, Bette Midler, Mulgrew Miller, Courtney Pine, Dianne Reeves, Wallace Roney, Pharoah Sanders, Arturo Sandoval, Sonny Sharrock, David Sanborn, McCoy Tyner, Sadao Watanabe und Tony Williams und wirkte an mehreren Filmmusiken mit. Der Diskograph Tom Lord verzeichnet zwischen 1975 und 2021 159 Aufnahmen von Moffett im Bereich des Jazz, zuletzt, als er unter eigenem Namen das Album Live (Motema) im Trio mit Jana Herzen und Corey Garcia einspielte.
Moffett starb im Alter von 54 Jahren an den Folgen eines Herzinfarkts. Er hatte in seinen letzten Jahren mit Anfällen intensiver Schmerzen durch eine Trigeminusneuralgie zu kämpfen.